# Neoitamus dolichurus
Neoitamus dolichurus là một loài ruồi trong họ Asilidae. Neoitamus dolichurus được Becker miêu tả năm 1925. Loài này phân bố ở miền Ấn Độ - Mã Lai.